# Scardamia klossi
Scardamia klossi är en fjärilsart som beskrevs av Rothschild 1915. Scardamia klossi ingår i släktet Scardamia och familjen mätare. Inga underarter finns listade.